# Rosenery Mello
Rosenery Mello do Nascimento (* 1965 in Rio de Janeiro; † 4. Juni 2011 in Lins de Vasconcelos, Rio de Janeiro) war Covergirl der brasilianischen Ausgabe des Playboy. Als Fogueteira do Maracanã löste sie 1989 einen der größten Skandale des chilenischen Fußballs aus.

## Werdegang
Am 3. September 1989 warf sie im Maracanã-Stadion von Rio de Janeiro in der zweiten Halbzeit des WM-Qualifikationsspiels Brasilien – Chile beim Stand von 1:0 von den Fanblöcken aus einen Feuerwerkskörper auf das Spielfeld. Er landete nahe beim chilenischen Torwart Roberto Rojas, der zu Boden ging und schließlich mit blutendem Kopf vom Platz getragen wurde. Die chilenische Mannschaft verließ daraufhin das Spielfeld und die Partie wurde abgebrochen. Später belegten Videoaufnahmen, dass Rojas nicht von dem Feuerwerkskörper getroffen wurde, sondern sich die Verletzungen selbst beigebracht hatte. Er wurde daraufhin auf Lebenszeit gesperrt, der chilenische Verband aus der WM-Qualifikation 1990 und 1994 ausgeschlossen.
Mello erfuhr in ihrem Heimatland großes Medieninteresse. Im November 1989 war sie auf dem Titelbild der brasilianischen Ausgabe des Playboy zu sehen.
Im Juni 2011 erlitt sie ein Aneurysma und starb im Hospital Naval Marcílio Dias in Lins de Vasconcelos. Bestattet wurde sie auf dem Friedhof Parque da Paz in São Gonçalo (Rio de Janeiro).